# Selaginella distans
Selaginella distans är en mosslummerväxtart som beskrevs av Otto Warburg. Selaginella distans ingår i släktet mosslumrar, och familjen mosslummerväxter. Inga underarter finns listade i Catalogue of Life.